# Housatonic (Massachusetts)
Housatonic é um lugar designado pelo censo localizado no condado de Berkshire no estado estadounidense de Massachusetts. No Censo de 2010 tinha uma população de 1.109 habitantes e uma densidade populacional de 440,52 pessoas por km².

## Geografia
Housatonic encontra-se localizado nas coordenadas 42° 14′ 46″ N, 73° 21′ 43″ O. Segundo a Departamento do Censo dos Estados Unidos, Housatonic tem uma superfície total de 2.52 km², da qual 2.29 km² correspondem a terra firme e (8.85%) 0.22 km² é água.

## Demografia
Segundo o censo de 2010, tinha 1.109 pessoas residindo em Housatonic. A densidade populacional era de 440,52 hab./km². Dos 1.109 habitantes, Housatonic estava composto pelo 93.33% brancos, o 1.17% eram afroamericanos, o 0.09% eram amerindios, o 0.72% eram asiáticos, o 0.09% eram insulares do Pacífico, o 0.9% eram de outras raças e o 3.7% pertenciam a duas ou mais raças. Do total da população o 4.69% eram hispanos ou latinos de qualquer raça.